# Friedberg (Bavière)
Pour les articles homonymes, voir Friedberg.
Friedberg est une ville de Bavière située dans l'arrondissement d'Aichach-Friedberg, sur la route Romantique, à 6 km à l'est d'Augsbourg. Elle comptait 29 339 habitants le 31 décembre 2015.

## Histoire
| Appartenances historiques Duché de Haute-Bavière 1264–1353 Duché de Bavière-Landshut 1353-1392 Duché de Bavière-Ingolstadt 1392-1447 Duché de Bavière-Landshut 1447-1505 Duché de Bavière 1505–1623 Électorat de Bavière 1623–1806 Royaume de Bavière 1806–1918 République de Weimar 1918–1933 Reich allemand 1933–1945 Allemagne occupée 1945–1949 Allemagne 1949–présent |

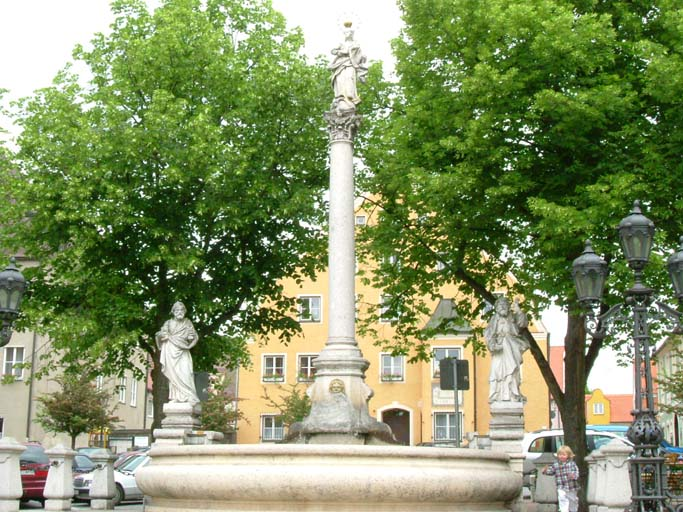
Colonne mariale au centre de Friedberg

Fondée par duc Ludwig II le Sévère en 1264, cette ancienne ville ducale bavaroise se situe dans la région du Lechrain. Le centre-ville date du Moyen Âge. En plus des restes des fortifications, la Marienplatz présente une colonne mariale et un hôtel de ville Renaissance.
Selon la tradition, Sainte Afra y aurait péri en martyre en l'an 304.

## Jumelages
La ville de Friedberg est jumelée avec
- Völs am Schlern (Italie) depuis 1959
- Friedberg (Autriche) depuis 1966
- Bressuire (France) depuis 1992
- Chippenham (Royaume-Uni) depuis 1992
- La Crosse (États-Unis) depuis 2002